# Downtown Manhattan Heliport
Pour les articles homonymes, voir Lower Manhattan et Héliport.
Le Downtown Skyport ou Downtown Manhattan Heliport (DMH) ou Downtown Manhattan/Wall Street Heliport (code IATA : JRB • code OACI : KJRB), est un héliport de Manhattan à New York.

## Situation géographique
Il est situé sur le Quai 6 (Pier 6), à l'intersection de la baie de New York et de l'East River, entre Manhattan et Brooklyn à New York, à proximité de la statue de la Liberté de Liberty Island. 

## Histoire
Cet héliport public de 7 800 m² est inauguré le 8 décembre 1960, en complément de l'héliport de la 30e rue Ouest (en) de Manhattan, ouvert quatre ans plus tôt, et du East 34th Street Heliport (en) de 1972. Il est voisin des hydroaéroports Wall Street Skyport de 1934 et hydroaéroport Skyport de New York et aérogare maritime de l'aéroport LaGuardia de 1939. 

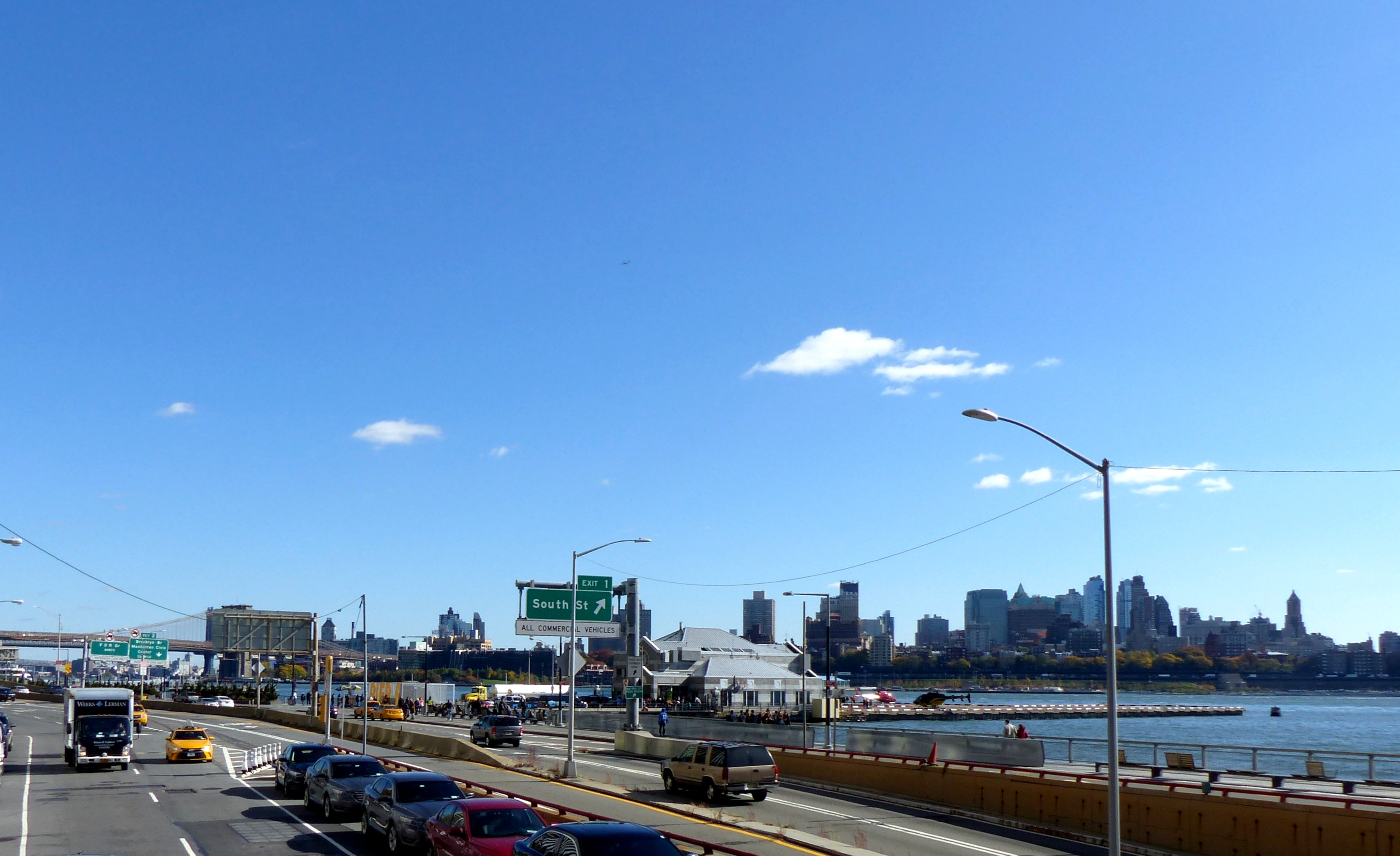
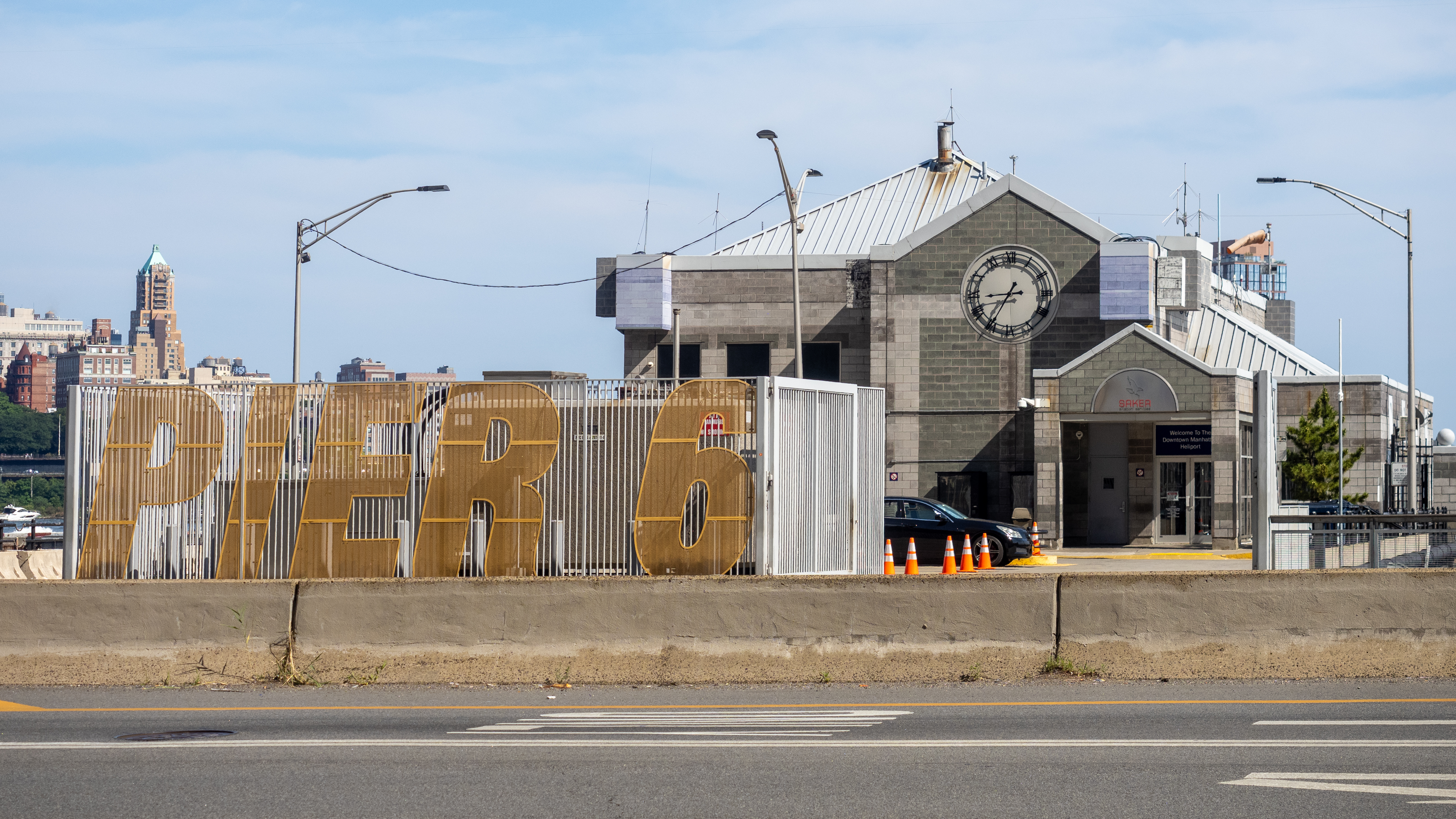

Il est géré par la Port Authority of New York and New Jersey pour desservir le quartier d'affaires de Wall Street et de Downtown Manhattan, et pour offrir des liaisons entre autres avec les aéroports de New York. 

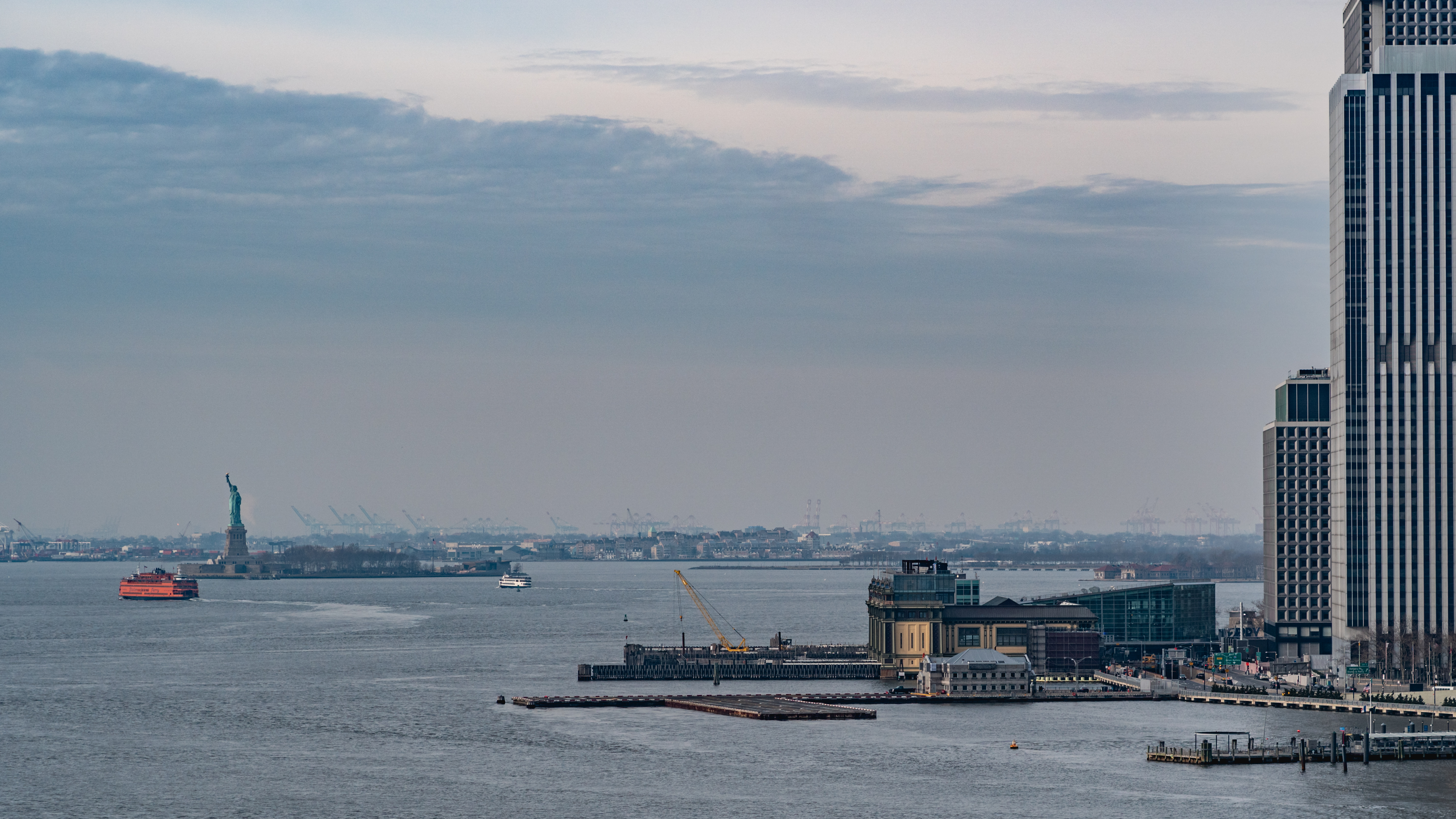
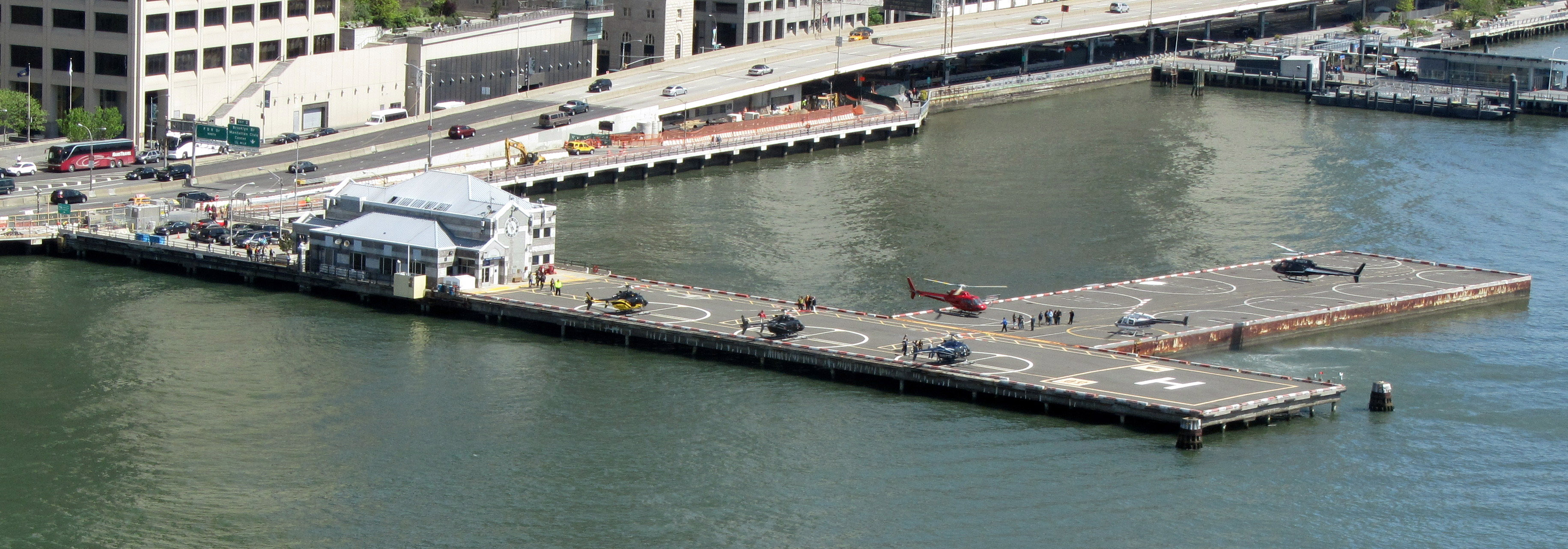

Il est fréquemment utilisé par des taxis volants de Wall Street et du Financial District, par des VIP (dont Marine One du président des États-Unis) ou encore pour du tourisme à New York, (pour une des vues aériennes les plus pittoresques de la skyline de New York). 

Hélicoptère Marine One et Cadillac One du président des États-Unis
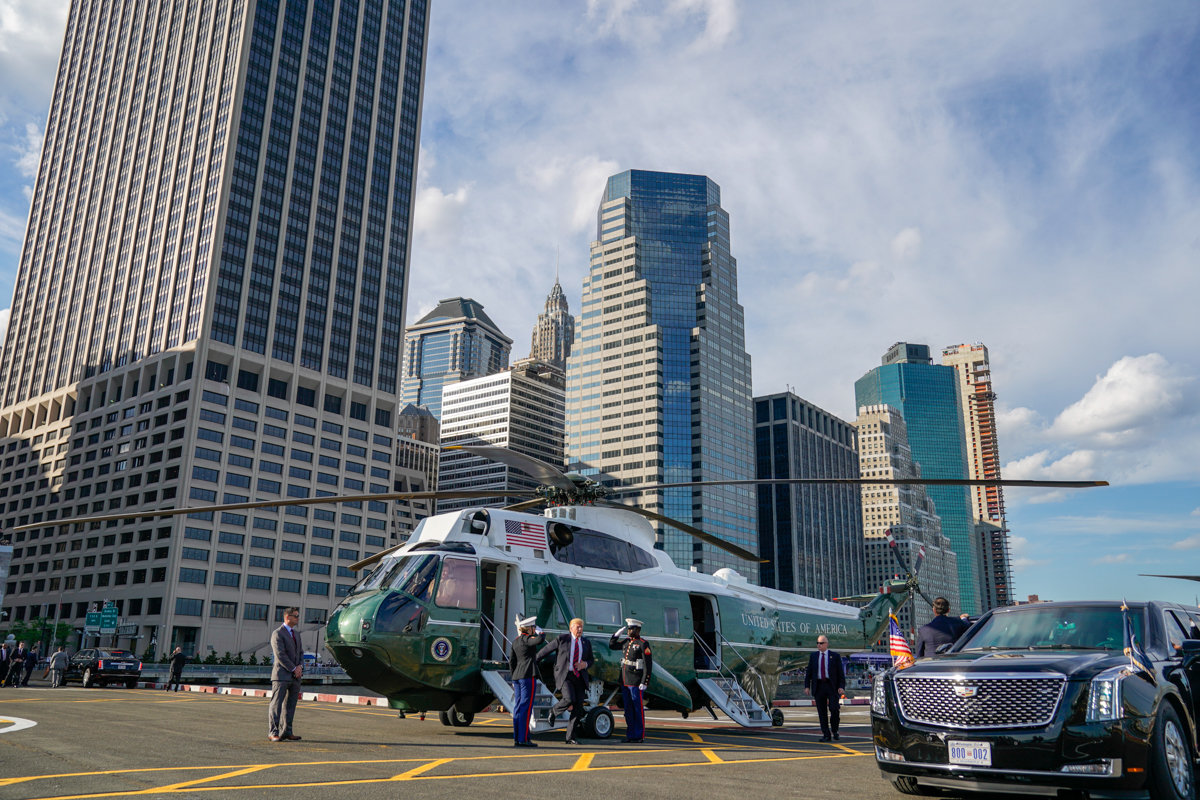
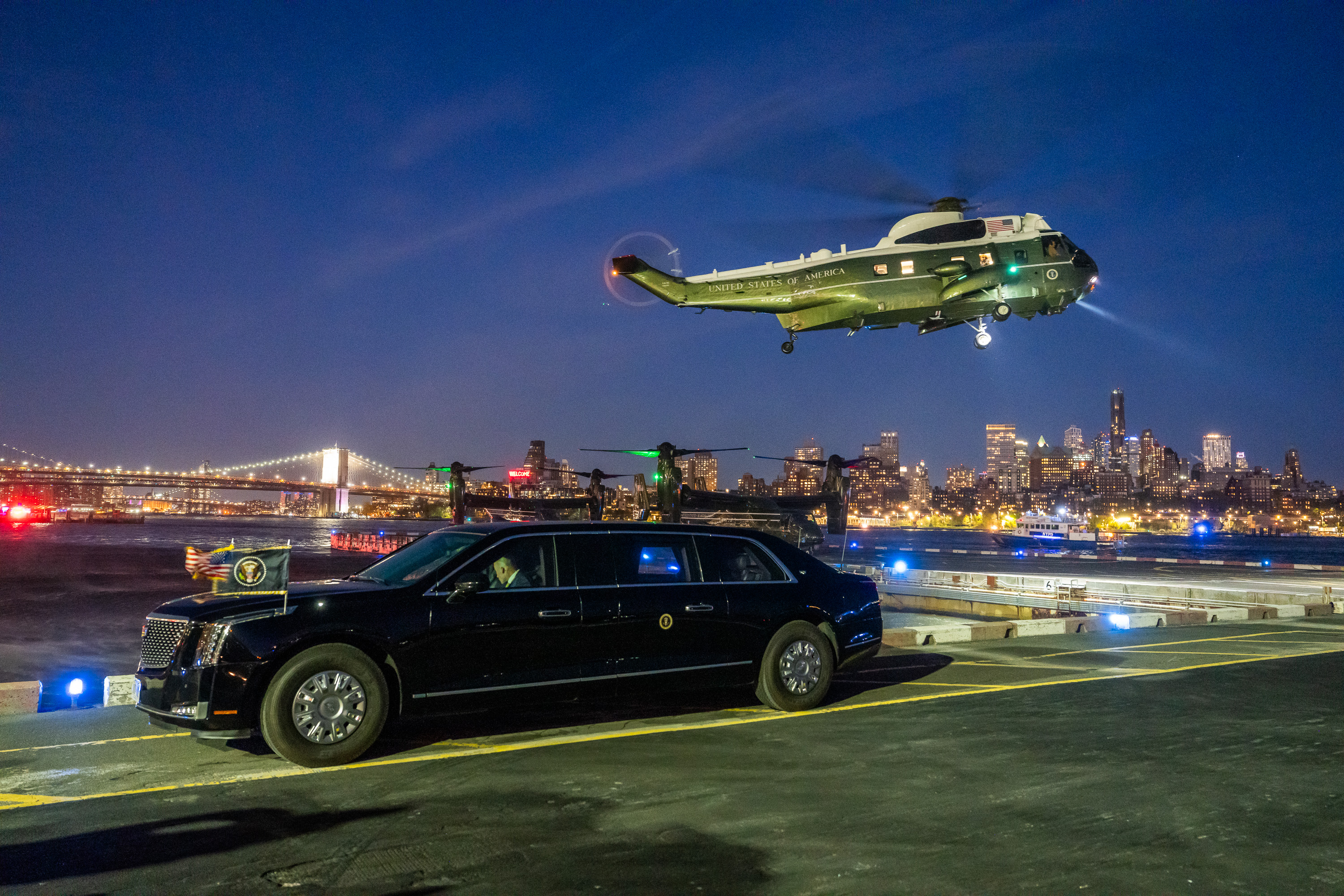
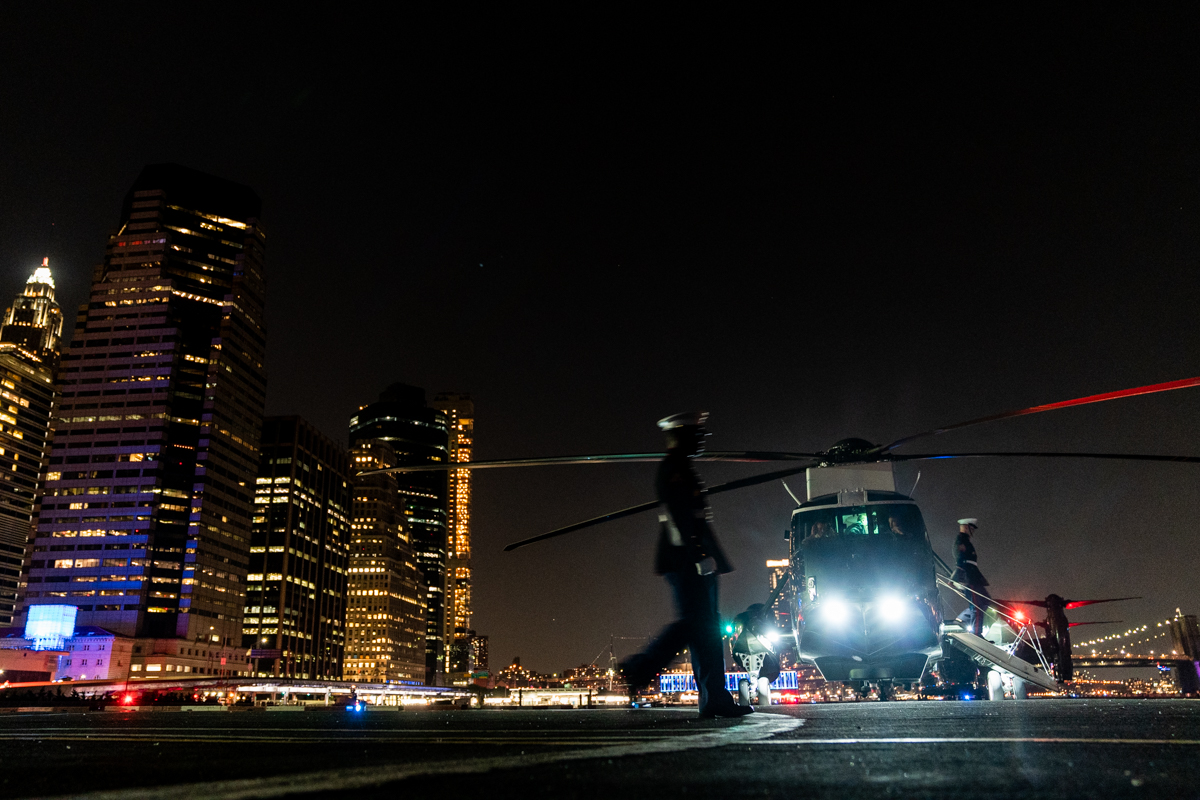